# 石燕桥镇
石燕桥镇，是中华人民共和国四川省内江市隆昌市下辖的一个乡镇级行政单位。2019年12月，撤销李市镇，将其所属行政区域划归石燕桥镇管辖。

## 行政区划
石燕桥镇下辖以下地区：
石燕桥社区、油房社区、义达社区、潘家村、大竹村、李家坝村、桐梓园村、杨柳井村、龙潭村、矮桥村、四方井村、黄牛哑村、老君坝村、叶家沟村、油房村、新店村、净土村、同济村、仕郎村、嘉谟村、涂家坝村、翟家村、农乐村和上流桥村和李市社区、檬梓村、高家嘴村、大佛坎村、三合村和安家村。